# Trebsen/Mulde
Trebsen/Mulde è una città di 4.166 abitanti della Sassonia, in Germania.
Appartiene al circondario (Landkreis) di Lipsia (targa L).